# Jižní jaderná elektrárna
Jižní jaderná elektrárna (rusky Южная АЭС), do roku 2025 Novočerkasskská jaderná elektrárna (rusky Новочеркасская АЭС) je plánovaná jaderná elektrárna v Rusku. Nacházet se bude buď v Krasnodarském kraji nebo v Rostovské oblasti. Plány na výstavbu elektrárny byly oznámeny v srpnu 2024 v rámci nového programu výstavby jaderných elektráren dle vlády Ruska. Elektrárna by měla disponovat dvěma pokročilými tlakovodními reaktory VVER.

## Historie a technické informace

### Počátky
Poprvé byly plány na výstavbu druhé jaderné elektrárny v Rostovské oblasti velmi nečekaně zveřejněny v srpnu roku 2024. Tehdy vláda Ruska uveřejnila, že se plánuje v rámci nového plánu výstavby jaderných elektráren do roku 2042 vybudovat až 33 nových jaderných reaktorů po celém Rusku. Plány byly nečekané, protože se neočekávalo, že by mohlo dojít k výstavbě další jaderné elektrárny v Rostovské oblasti po Rostovské jaderné elektrárně a bylo dříve obecně upřednostňováno vracet se k starším projektům, například Tatarská a Baškirská jaderná elektrárna, které již však nebyly zahrnuty do dlouhodobých plánů. Dříve existovaly mezi lidmi domněnky, že by mohlo dojít k výstavbě Rostovské jaderné elektrárny II na druhé straně Cimljanské přehrady, ale nakonec bylo upřednostněno postavit kompletně novou elektrárnu na jiném místě v Rostovské oblasti.

### Umístění
Podle dostupných informací elektrárna měla být vybudována poblíž již existující Novočerkassksk okresní elektrárny, která pro svůj provoz spotřebovává uhlí. To mělo ušetřit za infrastrukturu, protože mělo být možné pro dodání komponent využít již existující silnice a železnici. V lokalitě se také nachází volné pozemky pro výstavbu bydlení pro stavitele jaderné elektrárny a později i pro její personál.
Druhá jaderná elektrárna v Rostovské oblasti by byla obecně výhodná, protože tlakové nádoby a parogenerátory jsou vyráběny ve městě Volgodonsk v Rostovské oblasti závodem Atommaš, jež je divizí Rosatomu, což také ušetří za dopravu, jelikož bude možné dopravit komponenty na místo po vodě. Bude však nutné vybudovat dočasné molo na Donu, aby bylo možné tlakové nádoby o hmotnosti přes 330 tun a parogenerátory vyložit.

### Přesunutí
Dne 22. ledna 2025 vyšlo ve známost, že potenciální lokalita jaderné elektrárny byla změněna na lokalitu u města Jejsk v Krasnodarském kraji. Původní lokalita u města Novočeskassk však zůstala jako náhradní.

## Informace o reaktorech
| Reaktor | Typ reaktoru | Výkon   | Výkon   | Zahájení výstavby | Připojení k síti | Uvedení do provozu | Uzavření |
| Reaktor | Typ reaktoru | Čistý   | Hrubý   | Zahájení výstavby | Připojení k síti | Uvedení do provozu | Uzavření |
| ------- | ------------ | ------- | ------- | ----------------- | ---------------- | ------------------ | -------- |
| Jih-1   | VVER-OPT     | 1115 MW | 1200 MW |                   | 2036             |                    |          |
| Jih-2   | VVER-OPT     | 1115 MW | 1200 MW |                   | 2038             |                    |          |